# Черноглавци
Черноглавци е село в Североизточна България. То се намира в община Венец, област Шумен. Старото му име е Карабашлъ.

## География
Черноглавци е село в Североизточна България, намира се в община Венец, област Шумен. Отстои на 32 км северно от Шумен и на 6 км източно от с. Венец.
Селото е разположено в сърцето на Лудогорието на около 300 м надморска височина. Заобиколено е от обширни поля и залесени с широколистни дървета хълмове.

## История
Районът на днешното село е населяван от хилядолетия. В околността му има тракийска могила, а в местността „Клисе колак“ (или „Клиседжика“) на ниво 1,70 – 2 m под сегашното ниво на терена е открита тракийска керамика от късно халщатската и елинистическата епоха. Останки от жилища не са открити поради ограничения характер на проучванията.
По-късно, през ранното средновековие (VIII – IX век), на това място възниква голямо старобългарско селище. Част от сградите на селището са разрушени при строежа на манастир. Селището продължава да съществува в близост до манастира до средата на XI век, когато заедно с него е опустошено и опожарено от печенегите. Манастирът е доста представителен и в него вероятно са пребивавали българските патриарси и митрополити. Разположеният в район с компактно българско население манастир играе ролята на важен религиозен и просветен център. Той е разрушен заедно със съседното селище и престава да съществува.
Няма сведения кога селото се е преместило на днешното си място. По време на османската власт то е носило името Карабашли (в превод на български – „черноглавци“), което подсказва, че споменът за просветителите монаси е запазен векове след унищожаването на манастира. Българският вариант на името на селото – Черноглавци е върнат през XX век. Основното (класно) училище тук е основано през 1903 г., а местното читалище „Съзнание“ – през 1932 г. През 1935 г. е построена църквата „Св. Параскева“.
През 1940 г. в Черноглавци е бил интерниран Никола Петков, който организирал местен клон на БЗНС.

## Население
Численост на населението според преброяванията през годините:
| \| Година на преброяване \| Численост \| \| --------------------- \| --------- \| \| 1934 \| 1363 \| \| 1946 \| 1462 \| \| 1956 \| 1163 \| \| 1965 \| 1290 \| \| 1975 \| 1194 \| \| 1985 \| 973 \| \| 1992 \| 763 \| \| 2001 \| 600 \| \| 2011 \| 574 \| \| 2021 \| 562 \| |           |
| Година на преброяване | Численост |
| 1934 | 1363      |
| 1946 | 1462      |
| 1956 | 1163      |
| 1965 | 1290      |
| 1975 | 1194      |
| 1985 | 973       |
| 1992 | 763       |
| 2001 | 600       |
| 2011 | 574       |
| 2021 | 562       |

### Етнически състав

#### Преброяване на населението през 2011 г.
Численост и дял на етническите групи според преброяването на населението през 2011 г.:
|                     | Численост | Дял (в %) |
| Общо                | 574       | 100.00    |
| Българи             | 17        | 2.96      |
| Турци               | 454       | 79.09     |
| Цигани              | 64        | 11.14     |
| Други               | –         | –         |
| Не се самоопределят | 39        | 6.79      |
| Неотговорили        | –         | –         |

## Религии
Днес повечето жители изповядват исляма, а малък процент са християни. Останките от средновековен български манастир показват, че в миналото населението на селото е било християнско.

### Църква „Св. Параскева“
Възстановената селска църква „Св. Параскева“ (единственият християнски храм в община Венец) е построена през 1935 г. Първият свещеник в новопостроената църква е Александър Попмихайлов, служил в периода 1935 – 1945 г. След него са свещенодействали Николай Атанасов (1945 – 1968), Йордан Найденов от с. Плиска (1968 – 1970), Дамян Драгоев от гр. Нови пазар (1970 – 1971) и Прокопий Павлов от гр. Шумен. През 1973 година се споменава свещеник Илия Павлов. Към 2016 г. енорийски свещеник на селото е протойерей Андрей Стефанов от гр. Нови пазар, който има почти фиктивни функции поради липсата на православни християни. През 2015 година храмът и прилежащото дворно място са изцяло възстановени. Построена е чешма с дарителски надпис. На 2 август 2015 г. Негово Високопреосвещенство Варненско-Великопреславския митрополит Йоан в съслужение с протойерей Андрей Стефанов отслужва чина „обновление на храм и полагане на антиминс“, с който храмът става пълноценно действащ. На 3 август 2015 г. министър-председателят на Република България Бойко Борисов, придружен от министри и други официални лица посещава новоосветената църква. Митрополит Йоан отслужва благодарствен молебен като поднася благодарствени грамоти икони за спомен на премиера и на лица, участвали във възстановяването на храма.

## Културни и природни забележителности
В селото има действаща джамия, а недалеч от него се намират останките на български манастир от IX-XI век.